# Angüés
Angüés és un municipi aragonès situat a la província d'Osca i enquadrat a la comarca de la Foia d'Osca.

## Entitats de població
El municipi agrupa els nuclis següents:
- Bespén. Està situat a 457 metres sobre el nivell del mar. L'any 1991 el llogaret tenia 129 habitants.[2]
- Velillas. Està situat a 519 metres d'altitud. L'any 1991 el llogaret tenia 71 habitants. Celebra les seves festes el 15 de maig i el 24 d'agost.[3]